# Win That Girl
Win That Girl ist ein US-amerikanischer Stummfilm von David Butler aus dem Jahr 1928.

## Handlung
Die Rivalität der beiden Colleges, die von den Brawns und den Nortons besucht werden, geht in die dritte Generation. Die Brawns konnten die Footballspiele immer für sich entscheiden. Johnny Norton der Dritte schaffte es von Anbeginn nur zum Kicker. Im entscheidenden Finalspiel seiner Mannschaft wird er für einen anderen Spieler eingesetzt und kann sein Team zum Sieg gegenüber Larry Brawn III-Teams führen. Mit dem Sieg kann er auch das Herz seiner großen Liebe Gloria gewinnen.

## Hintergrund
Der Film wurde von der Produktionsfirma Fox Film Corporation fertiggestellt. Die Filmkomödie wurde als Stummfilm in Schwarz-Weiß, bei einem Seitenverhältnis von 1,33:1 auf einem 35-mm-Film, aufgenommen. Das Filmmaterial beläuft sich auf sechs Filmrollen.
Der Film feierte am 16. September 1928 in den USA seine Premiere.

## Rezeption
Mordaunt Hall von der New York Times schrieb im Oktober 1928, „die Geschichte ist interessant“, doch die „uninspirierte Regie habe dazu beigetragen, dass auch die Darsteller es nicht besser umsetzen konnten.“.